# Dacre Montgomery
Pour les articles homonymes, voir Montgomery.
Dacre Montgomery, né le 22 novembre 1994 à Perth en Australie, est un acteur australien.

## Biographie
Dacre Montgomery est né à Perth, d'une mère canadienne et d'un père  néo-zélandais.
Il commence sa carrière de comédien à l'âge de 17 ans ; son premier rôle au cinéma est celui de Fred, dans le court-métrage Bertrand the Terrible.
En 2011, il intègre le casting du téléfilm australien Family Tree.
En octobre 2015, Dacre est choisi pour jouer Jason Lee Scott dans Power Rangers, qui sort en 2017.
En octobre 2016, il est annoncé qu'il rejoint le casting de la saison 2 dans la peau du personnage Billy Hargrove de la série Stranger Things, diffusée fin 2017 sur Netflix.
Le 11 juillet 2019, il publie son premier podcast sur différentes plateformes sous ses initiales DKMH, six poèmes abordant des sujets différents parcourant le vécu personnel de Dacre.
En 2022, il tourne dans le biopic Elvis de Baz Luhrmann face à Austin Butler et Tom Hanks.
En 2025, il tourne dans le Dead Man's Wire de Gus Van Sant face à Bill Skarsgård. La même année, il annonce tourner son premier long-métrage en tant que réalisateur, un thriller intitulé The Engagement Party avec Lily Sullivan, Abbey Lee Kershaw et Arlo Green.

## Vie privée
Dacre Montgomery affirme dans plusieurs interview avoir été harcelé à l'école c'est donc pour cela qu'il a accepté de jouer le rôle de Billy Hargrove,,,.
Il fréquente la mannequin australienne Liv Pollock depuis plusieurs années,,.

## Filmographie

### Cinéma

#### Longs métrages
- 2015 : A Few Less Men de Mark Lamprell : Mike[11]
- 2016 : Watch Out (Better Watch Out) de Chris Peckover : Jeremy
- 2017 : Power Rangers de Dean Israelite : Jason Lee Scott / Ranger rouge[2]
- 2020 : The Broken Hearts Gallery (en) de Natalie Krinsky : Nick Danielson
- 2022 : Elvis de Baz Luhrmann : Steve Binder

#### Court-métrage
- 2011 : Bertrand the Terrible : Fred

### Télévision

#### Séries télévisées
- 2011 : Family Tree : Will
- 2017 - 2022 : Stranger Things : William "Billy" Hargrove (principal saison 2 et 3, invité saison 4)

### Musique
- 2015 : "Old Souls" - Make Them Suffer : Personnage Principal (Soldat)